# Piet Romeijn
Piet Romeijn (Schiedam, 10 settembre 1939) è un ex calciatore olandese, di ruolo difensore.

## Palmarès

### Competizioni nazionali
- Campionato olandese: 3

Feyenoord: 1964-1965, 1968-1969, 1970-1971
- Coppa dei Paesi Bassi: 1

Feyenoord: 1964-1965

### Competizioni internazionali
- Coppa dei Campioni: 1

Feyenoord: 1969-1970
- Coppa Intercontinentale: 1

Feyenoord: 1970